# Fígols
Fígols är en kommun i Spanien.   Den ligger i provinsen Província de Barcelona och regionen Katalonien, i den östra delen av landet, 500 km öster om huvudstaden Madrid. Arean är 29,3 kvadratkilometer. Fígols gränsar till Saldes, Vallcebre, Cercs, Castellar del Riu, Montmajor, Guixers och Gósol. 
Terrängen i Fígols är lite bergig.